# Stann Creek
För andra betydelser, se Stann Creek (olika betydelser).
Stann Creek (Stann Creek District) är ett av Belizes sex administrativa distrikt.

## Geografi
Stann Creek har en yta på cirka 2 554 km² med cirka 37 343 invånare.
Huvudorten är Dangriga med cirka 12 000 invånare.
Andra orter är Big Creek, Hopkins, Independence, Mango Creek, Mullins River och Placencia.
Här finns även lämningar efter Mayastaden Pomona.
Här finns även landets högsta punkt Mount Victoria med 1 120 m ö.h.
Naturreservaten Cockscomb Basin Wildlife Sanctuary, Gladden Spit & Silk Cayes Marine Reserve, Laughing Bird Caye National Park och South Water Caye Marine Reserve ligger också inom distriktet.

## Förvaltning
Distriktets ISO 3166-2-kod är "BZ-SC".
Stann Creek är underdelad i 2 constituencies (valdistrikt):
Dangriga och Stann Creek West.